# 玉置伸吾
玉置 伸吾（たまき しんご、1966年7月26日 - ）は、キーボーディスト、作曲家、編曲家、音楽プロデューサー。東京都生まれ。

## 来歴
幼い頃に歌手であり女優の母宝みつ子の影響でジャズやラテン音楽に興味を持つ。小学生低学年の頃ハーブ・アルパートやアンディ・ウィリアムスのレコードを聴いてばかりいた。母方の兄弟にもミュージシャンがいることから音楽環境には恵まれ5才の頃からピアノを習い始める。親の仕事の都合で小学1年でハワイに移住。そこでも母親の友達の子供達もバンド活動をしていて器楽演奏の楽しさを覚える。2年後に再び日本に戻り日本の音楽教育を受ける。小学生高学年になる頃ABBAに影響を受けポップスに目覚めその頃から独学で作曲をする。中学1年の終わり頃、YMOの出現に度肝を抜かれシンセサイザー音楽の虜になり中学2年にカシオ計算機からカシオトーン第一号機が発売され親にねだり買ってもらい、YMOの音楽の構造を分析し自ら多重録音の基本であるピンポン録音に夢中になる。品川区に移住、武蔵小山にある河合楽器にピアノを習いに行っていた時キーボードコーナーに置いてあったアープ・オデッセイの白パネルとローランドPROMARSを触り人生初のシンセサイザーを夢中で弾き、店員と顔馴染みになる。高校入学祝いに初のシンセサイザーであるコルグポリシックスを進呈される。高2の頃、渋谷道玄坂にあったヤマハに中古のモーグ・ポリムーグを発見。自分の貯金と親がグランドピアノ購入予定資金から貯金の半分を受け取り購入。その頃矢野顕子や松任谷由実のコピーバンドを組んでいてベーシストに亀田誠治がいた。科学技術館のサイエンスホールにてポリムーグとポリシックスを持参し、ライブ演奏。同時期にYMOのコピーバンドを組みライブ演奏。日本大学芸術学部在学中にTOM★CATの高垣薫や中島慶久ら先輩達に誘われ【マダム横瀬バンド】として六本木ピットインに出演。24歳の頃、亀田の紹介でハーフトーンミュージックアンドシステムズに所属しスタジオ・ミュージシャンとして活動。家族ぐるみで中村八大との交流も深く作曲を師事。作曲技法を学ぶ。

## 音楽プロデュース
- ITSUKI　アルバム「BLUE」・「Green」
- 玉置伸吾　アルバム「幻想旅行記」

## 作曲・編曲・リミックス
- 玉置伸吾 
  - アルバム「幻想旅行記」（特記以外作曲・編曲）
    - Blue Blue World、Your Green Eyes、珊瑚礁の彼方へ、入江の音楽隊、Kiss The Sky、Lucy、Kyoto、Etendance、カモーレ（編曲）、春の唄（編曲）

- 中森明菜
  - アルバム「SHAKER」（編曲）
    - 赤い薔薇が揺れた、月は青く

- ミネハハ
  - アルバム「美アマリズム」
    - ウガミショーラ（作曲・編曲）

- ITSUKI
  - アルバム「BLUE」（特記以外作曲・編曲）
    - Prelude、Snow moon、Sniper、春空、珊瑚礁の彼方へ、Blue Blue World、秋唄、優しすぎる人（編曲）Sapphire Heart

  - アルバム「Green」（特記以外作曲・編曲）
    - WASABI（編曲）、雑草、Moriage、Bamboo Princess、おもてなし

- 嵯峨野れい(宝みつ子)
  - アルバム「ニュー・アルバム」
    - 九月の雨（作曲）

- Port of Notes
  - You gave me a love（リミックス）

## 演奏参加
- 中森明菜、SMAP、大村憲司（共同制作）、hitomi、織田裕二、久宝留理子、松田樹利亜、東野純直、観月ありさ、とんねるず、ミネハハ

## TV番組音楽制作
- HEY!HEY!HEY! MUSIC CHAMP 、トロイの木馬、SMAP×SMAP

## ミュージカル音楽担当
- マザー・オブ・インベンション、ハンナ・バーベラのケンケンの大冒険、南青山少女歌劇団

## その他音楽制作
- 1997年東京モーターショー・マツダブース用MISIA作品編曲
- グレイブラザーズ作品提供
- ラジオ・TV-CM多数